# Manuel Broseta
Manuel Broseta Pont (Banyeres de Mariola, Alicante, 13 de octubre de 1932 - Valencia, 15 de enero de 1992) fue un político español y catedrático de Derecho Mercantil, fundador de la firma de abogados que lleva su nombre. Fue asesinado por la banda terrorista ETA.

## Biografía

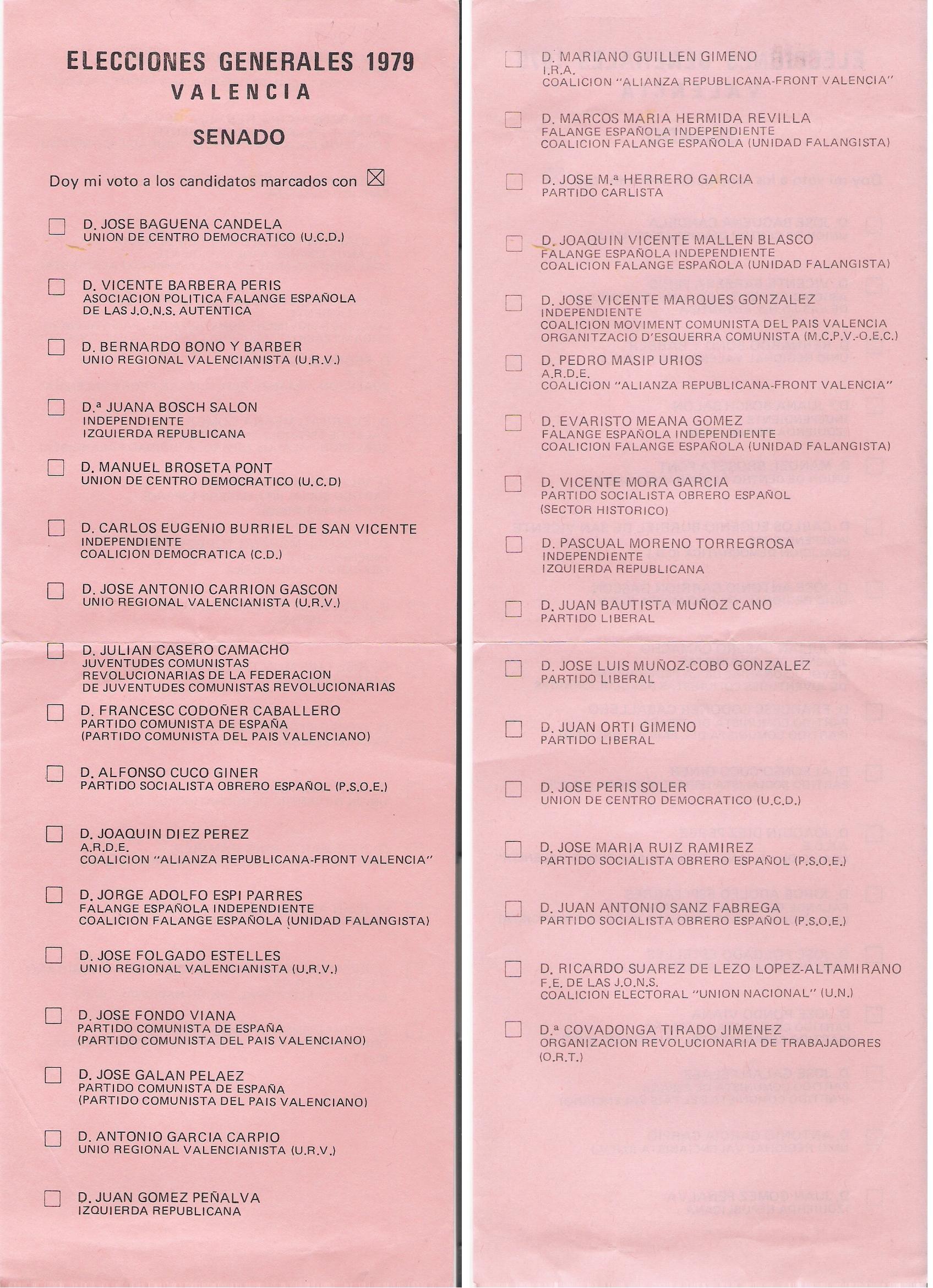
Candidatura al Senado por Valencia. Broseta es el quinto por orden alfabético.

Manuel Broseta nació en Banyeres de Mariola, ya que su padre, ebanista procedente de Valencia, fue desterrado por sus ideas socialistas. Allí fue donde su padre se casó y nacieron sus hijos. Actualmente el Instituto de Enseñanza Secundaria lleva su nombre.
En 1955 obtiene la licenciatura en Derecho por la Universidad de Valencia y en 1956 inicia su carrera universitaria en la cátedra del profesor Garrigues en la Universidad de Madrid, donde se doctora en 1959. En este período es colegial del Colegio Mayor César Carlos.
Destacado partícipe en la política tanto valenciana como nacional, participó en el Primer Congreso de Cultura Catalana en 1977 en Barcelona. De este modo se convirtió en uno de los principales asesores del presidente preautonómico Josep Lluís Albiñana. Asimismo ocupó un escaño de senador por Valencia entre los años 1979 y 1982, en las filas de UCD. Entre 1980 y 1982 ocupó la Secretaría de Estado para las comunidades autónomas, desde las que impulsó los trabajos para la aprobación de la mayoría de los estatutos de autonomía, entre ellos, el de la Comunidad Valenciana, en cuya discusión parlamentaria participó activamente.
Tras abandonar la Secretaría de Estado, se retiró de la primera línea política y se dedicó a su despacho profesional y a su tarea docente en la Universidad de Valencia. No obstante, nunca abandonó los ambientes políticos de Valencia y Madrid. Así, a principios de la década de 1990 volvió a involucrarse tímidamente en la política valenciana desde posturas conciliadoras, defendiendo el pacto lingüístico que llevaría a la creación de la Acadèmia Valenciana de la Llengua.

## Muerte
El 15 de enero de 1992, cuando, desde el Departamento que ahora lleva su nombre, se dirigía a impartir sus clases, fue asesinado por miembros del 'comando Ekaitz' de ETA.
En su recuerdo, el Ayuntamiento de Valencia erigió una columna, réplica de las que delimitan el Claustro de la sede histórica del Estudio General de Valencia (calle de la Nao), en el mismo lugar de la Avenida Blasco Ibáñez donde cayó abatido. Asimismo, la parada de metro llamada "Facultats", situada en la Avenida Blasco Ibáñez, pasó a llamarse desde marzo de 2022 "Facultats Manuel Broseta".

## Legado
Se ha publicado la obra de carácter documental: Manuel Broseta Pont. Imágenes de una vida. Edición de Bruno Broseta Dupré, València: Diputació de València, 2003, 330 p., ilustrada.